# رايات
رايات هي بلدة عراقية، ومركز قضاء في محافظة أربيل، تقع قرب الحدود العراقية الإيرانية.